# Lac Bailly
Pour les articles homonymes, voir Bailly.
Le lac Bailly est un plan d'eau douce, dans la partie Nord-Est du territoire de Senneterre (ville), dans la municipalité régionale de comté (MRC) de La Vallée-de-l'Or, dans la région administrative du Abitibi-Témiscamingue, dans la province de Québec, au Canada.
Le lac Bailly est traversé vers le Sud rivière Saint-Cyr Sud. Le lac Bailly est situé entièrement dans le canton de Bailly. La foresterie constitue la principale activité économique du secteur. Les activités récréotouristiques arrivent en second.
Le bassin versant du lac Bailly est accessible grâce à une route forestière (sens Nord-Sud) sur le côté Est de la vallée de la rivière Saint-Cyr Sud ; en sus, autre route forestière (sens Est-Ouest) dessert la partie Nord de la Réserve de biodiversité du Lac Bailly et relie vers l’Ouest la route R1015.
La surface du lac Bailly est habituellement gelée du début novembre à la mi-mai, toutefois la circulation sécuritaire sur la glace se fait généralement de la mi-novembre à la mi-avril.

## Géographie
Le lac Bailly comporte une longueur totale de 6,7 km dans le sens de la longueur. Ce lac comporte une largeur maximale de 3,0 km dans sa partie Sud grâce à une baie s’étirant vers l’Est sur 1,6 km. Ce lac comporte un ensemble d’île à son entrée Nord et une île d’une longueur de 0,5 km située en son centre. La surface de ce lac est une altitude : 392 m. Ce lac est entouré de zones de marais.
Ce lac est alimenté uniquement par la rivière Saint-Cyr Sud (venant du Nord).
L’embouchure du lac Bailly est localisée sur la rive Sud du lac, soit à :
- 32,2 km au Nord de l’embouchure de la rivière Saint-Cyr Sud (confluence avec la rivière Mégiscane ;
- 39,6 km au Nord-Ouest d’une baie de la rive Ouest du réservoir Gouin ;
- 124,7 km au Nord-Est de l’embouchure de la rivière Mégiscane (confluence avec le lac Parent (Abitibi) ;
- 357 km au Sud-Est de l’embouchure de la rivière Nottaway (confluence avec la Baie de Rupert) ;
- 53,8 km au Nord-Est du centre du village de Obedjiwan ;
- 105,2 km à l’Est du centre du village de Lebel-sur-Quévillon[1].

Les principaux bassins versants voisins du lac Bailly sont :
- côté nord : lac Barry (rivière Saint-Cyr Sud), rivière Saint-Cyr Sud, rivière Saint-Cyr, lac Father (lac Doda), lac Piquet, lac Doda ;
- côté est : rivière de l'Aigle (lac Doda), lac Lacroix, rivière Pascagama ;
- côté sud : rivière Saint-Cyr Sud, lac Saint-Cyr (rivière Saint-Cyr Sud), lac Canusio, rivière de l'Aigle (lac Doda) ;
- côté ouest : rivière Macho, lac aux Loutres, rivière au Panache.

## Toponymie
Dans ce secteur, le terme « Bailly » est associé au canton et au lac.
Le toponyme "lac Bailly" a été officialisé le 5 décembre 1968 par la Commission de toponymie du Québec, soit lors de sa création.